# دهستان دیزیچه
دیزیچه نام دهستانی در بخش مرکزی شهرستان مبارکه، استان اصفهان در ایران است. براساس سرشماری مرکز آمار ایران در سال ۱۳۸۵، جمعیت آن ۱۱۹۲ نفر (۳۳۲ خانوار) بوده‌است.